# 1796.
◄ | 17. stoljeće | 18. stoljeće | 19. stoljeće | ►
◄ | 1760-ih | 1770-ih | 1780-ih | 1790-ih | 1800-ih | 1810-ih | 1820-ih | ►
◄◄ | ◄ | 1793. | 1794. | 1795. | 1796. | 1797. | 1798. | 1799. | ► | ►►
Arhitektura • Astronomija • Biologija • Glazba • Kazalište • Kemija • Kiparstvo • Knjige • Književnost • Kršćanstvo • Medicina • Politika • Pravo • Promet • Slikarstvo • Šport • Znanost

## Rođenja
- 10. lipnja. – Antun Mihanović, hrvatski književnik († 1861.)
- 16. srpnja – Camille Corot, francuski slikar († 1875.)
- 31. srpnja – Ignac Kristijanović, hrvatski (kajkavski) književnik († 1884.)

## Smrti
- 21. srpnja. – Robert Burns, škotski pjesnik i posljednji veliki škotski književnik koji je pisao na škotskom dijalektu
- 17. studenog – Katarina II. Velika, ruska carica († 1729.)

## Vanjske poveznice
|  | Zajednički poslužitelj ima još gradiva o temi 1796. |